# Kruisweg (Haarlemmermeer)

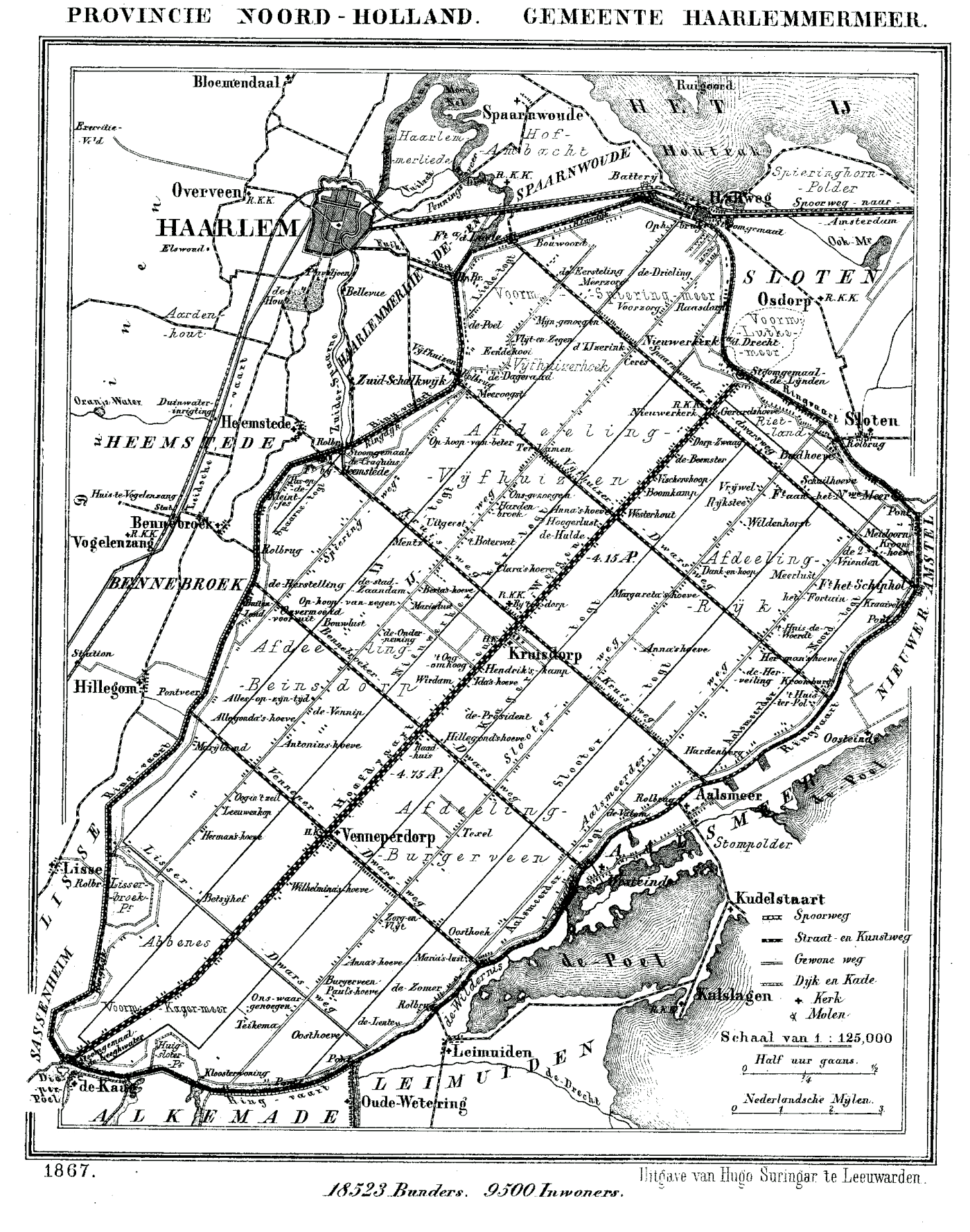
Het oorspronkelijke wegenplan van Haarlemmermeer in 1867 met in het centrum, van Heemstede naar Aalsmeer, de Kruisweg

De Kruisweg is een weg in de gemeente Haarlemmermeer.
Na de inpoldering van het Haarlemmermeer werd de Kruisweg aangelegd als een van de twee belangrijke verbindingswegen in de nieuwe polder, van Aalsmeer naar Cruquius, dwars op de Hoofdweg waarbij met de Kruisbrug de Hoofdvaart wordt overbrugd.
Rond de kruising van de Kruisweg en de Hoofdweg werd Kruisdorp gebouwd, sinds 1868 Hoofddorp geheten. Om het kruispunt heen werden belangrijke gebouwen gebouwd, zoals het Polderhuis (van het waterschap), het (Oude) Raadhuis (gemeentehuis van 1867 tot 1980), een protestantse kerk (oorspronkelijk gereformeerd) die tegenwoordig Marktpleinkerk heet, een herberg (belangrijk omdat Hoofddorp een marktplaats was voor vee, vooral paarden), een (voormalig) Kantongerecht en de Korenbeurs.
Ook andere belangrijke voorzieningen werden aan de Kruisweg gerealiseerd, zoals het Marktplein en de katholieke Joannes de Doperkerk.
De weg was aanvankelijk een kaarsrechte doorgaande verbinding tussen Heemstede en Aalsmeer die in de polder Aalsmeerderbrug, Rozenburg (NH), De Hoek, Hoofddorp en Cruquius aandeed.

## Latere omleggingen
Lange tijd liep de Provinciale weg N201 tussen Heemstede/Cruquius en Aalsmeer geheel over de Kruisweg.
Er zijn echter twee grote omleggingen voor de N201 gemaakt:
- de Weg om de Noord, een deel van de Ring Hoofddorp, die de N201 buiten de bebouwde kom van Hoofddorp (aan de noordoostkant) leidt en
- de grote omlegging tussen Hoofddorp en Mijdrecht, die de N201 sinds 2013 buiten de bebouwde kom van Aalsmeer en Uithoorn leidt, zodat de N201 vanaf Hoofddorp nu over Schiphol-Rijk en de Waterwolftunnel naar/langs Aalsmeer en Uithoorn loopt.

Door de aanleg en genoemde aanpassingen van de N201 is de Kruisweg nu in verschillende gescheiden stukken gedeeld. Het deel in de dorpskern van Cruquius heeft zelfs een andere straatnaam gekregen: Oude Kruisweg.
Het deel van de Kruisweg in de bebouwde kom van Hoofddorp is grotendeels niet een echte doorgaande weg meer. Waar de Kruisweg over de Hoofdvaart ging lag een brug, de Kruisbrug, Formeel bestaat deze brug nog steeds, maar de Hoofdvaart is hier, ondanks protesten van omwonenden, veranderd in een duiker, en over de voormalige brug is een plein gebouwd.
De kruising met de Hoofdweg is vervangen door het Beursplein, een rotonde boven de Hoofdvaart, met een fontein die eerder de Hódmezövásárhelyfontein heette. Ze was genoemd naar de stad Hódmezövásárhely in het zuidoosten van Hongarije. Haarlemmermeer had daarmee tot 2015 een stedenband. In 2025 werd de fontein omgedoopt tot Kruisdorpfontein.
Tussen Hoofddorp en Aalsmeer, dat wil zeggen in De Hoek, Rozenburg en Aalsmeerderbrug, is de Kruisweg nog wel een verbindingsweg, sinds 2013 met het wegnummer N196

## Afbeeldingen

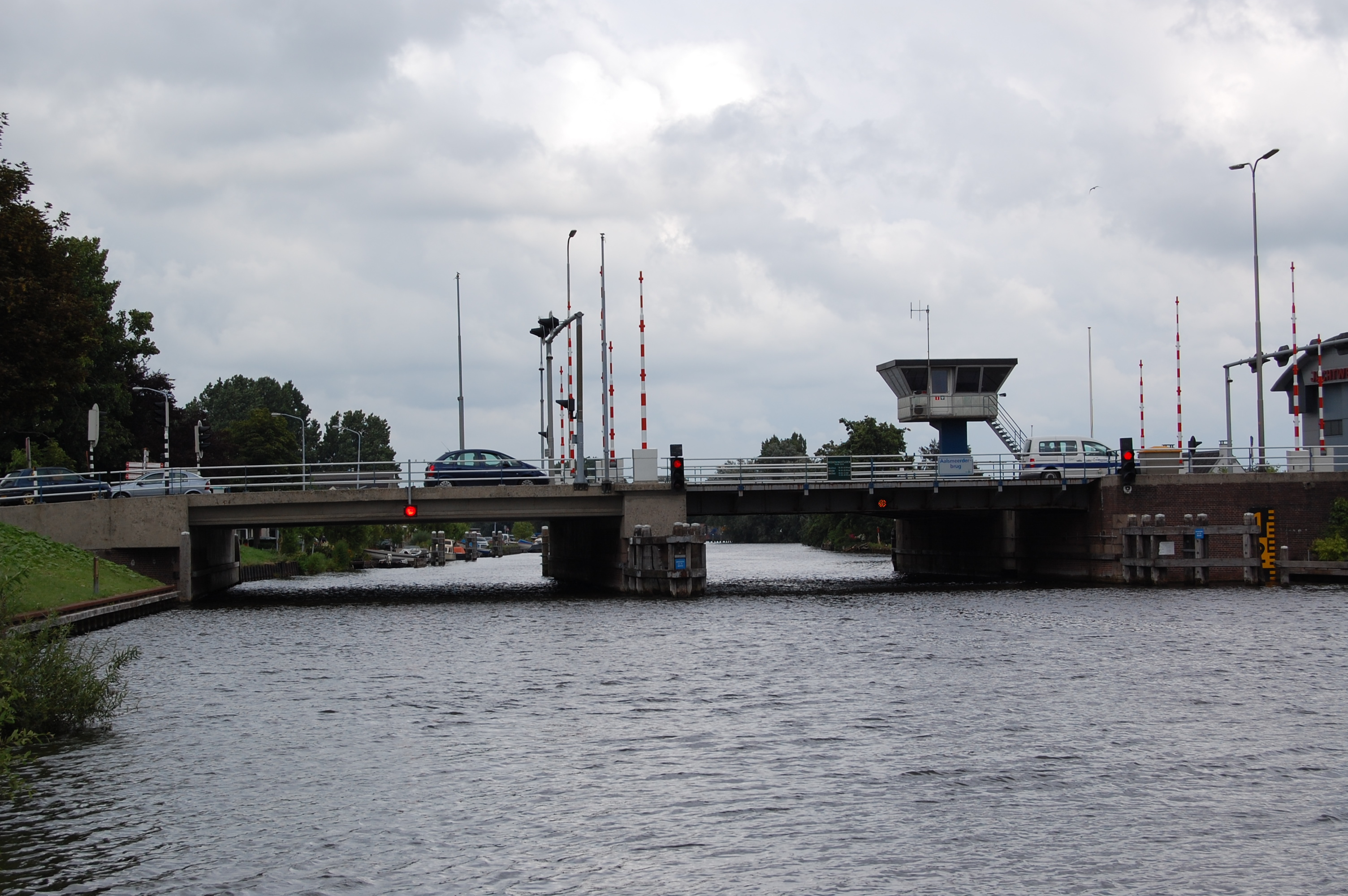
De Aalsmeerderbrug, het begin van de Kruisweg
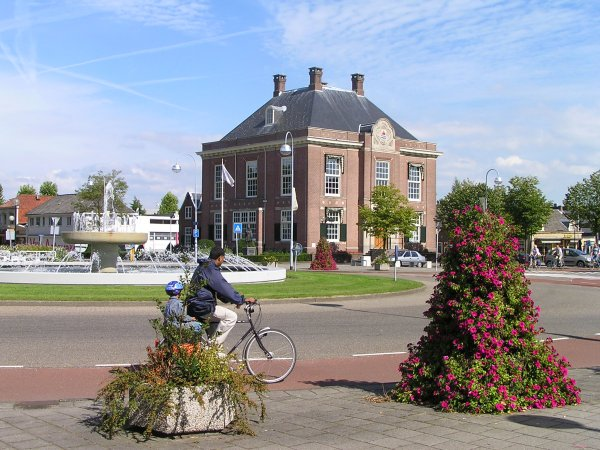
Beursplein, kruising van Hoofdweg en Kruisweg
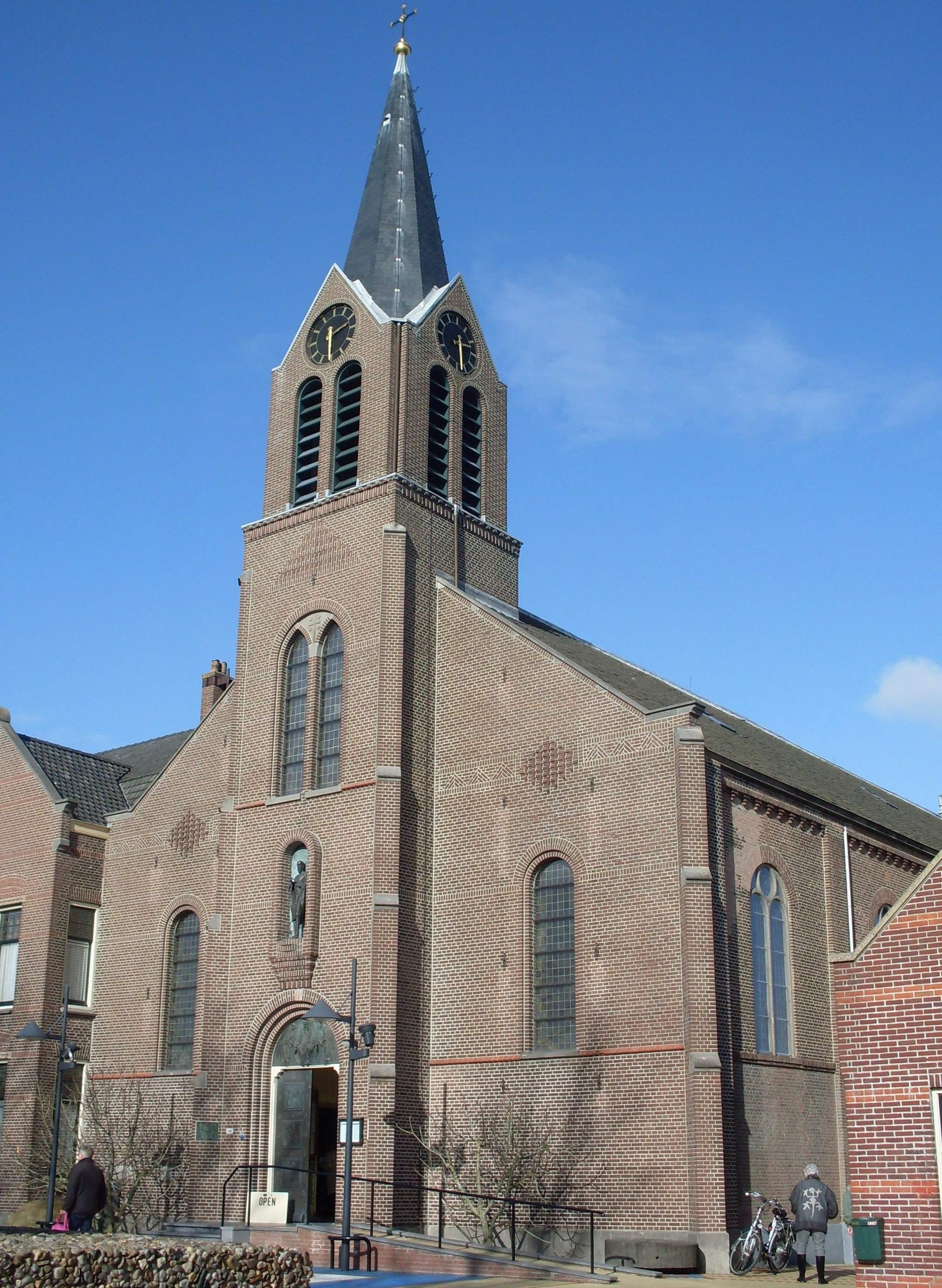
Joannes de Doperkerk aan de Kruisweg in Hoofddorp